# Trzynaście duchów (film 2001)
Trzynaście duchów (ang. Thir13en Ghosts) – amerykańsko-kanadyjski horror filmowy z 2001 roku w reżyserii Steve’a Becka. Remake filmu z 1960 roku pod tym samym tytułem.

## Opis fabuły
Ekscentryczny Cyrus Kriticos wraz ze swym zespołem poszukuje ducha zwanego Siłaczem. Podczas próby schwytania Siłacza na złomowisku ginie wiele osób, tym Cyrus. Zostawił on w spadku swój dom dalszej rodzinie zmagającej się z problemami finansowymi. Bratanek Cyrusa – owdowiały Arthur Kriticos z dwójką dzieci Kathy i Bobbym oraz ich opiekunką Maggie ogląda swój nowy dom w towarzystwie Ben Mossa, prawnika Cyrusa. Konstrukcja ze stali i szkła przypomina muzeum sztuki nowoczesnej, lecz ma zdecydowanie bardziej praktyczne zastosowanie. Do domu chodzi też elektryk budzący podejrzenia u Mossa. 
Elektryk, który zdaje się znać Cyrusa, schodzi do piwnic celem sprawdzenia bezpieczników. Jest tam nawiedzany przez wizje przerażających postaci. Gdy Arthur finalizuje kupno domu, elektryk przerywa transakcję i przedstawia się jako Dennis Rafkin. Był on asystentem-medium Cyrusa pomagającym łapać duchy, które zostały uwięzione w piwniczych klatkach. Nie jest traktowany poważnie przez Arthura, ani Mossa który uważa Dennisa za świra roszczącego prawo do majątku Cyrusa. Moss nieświadomie uruchamia mechanizm, który zmienia rozmieszenie pomieszczeń i uwalnia duchy. Ginie po przecięciu go na pół przez rozsuwane drzwi.
Bobby podczas zabawy schodzi do piwnicy, w której się gubi. Arthur, jego dzieci i Maggie odkrywają, że do domu znacznie łatwiej jest wejść niż z niego wyjść, szczególnie jeśli uwięzione w środku duchy mają wobec gości własne plany. Dennis wyjaśnia im, że łacińskie sentencje na ścianach to zaklęcia zatrzymujące duchy. Te zaś mogą zostać ujrzane tylko przez specjalne okulary opracowane przez Cyrusa. Wszyscy schodzą do piwnicy celem szukania Bobby’ego, który nagle zostaje nagle porwany przez jedną z zjaw. Podczas poszukiwań Kathy zostaje zaatakowana przez ducha psychopaty o pseudonimie Szakal. Z opresji ratuje ją Kalina Oretzia, której udało wejść do domu, nim zaczął się zmieniać. Kalina przedstawia się jako wyzwolicielka duchów. 
Wyjaśnia, że Cyrus miał zwyczaj więzić dusze i na podst. XV-wiecznej księgi zbudował maszynę napędzaną przez dwanaście duchów, która pozwala zobaczyć przeszłość, teraźniejszość i przyszłość. Niespodziewanie Kathy znika. Kalina mówi zrozpaczonemu Arthurowi, że powinni się dostać do biblioteki zabezpieczonej dookoła zaklęciami. Gdy wszyscy są bezpieczni Kalina wygarnia Dennisowi, że pomagał Cyrusowi więzić dusze dla pieniędzy. Wyjawia też, że czwartym schwytanym duchem jest Jean, żona Arthura zmarła w pożarze. Dom-maszyna ma uczynić jego twórcę najpotężniejszym człowiekiem na Ziemi. Jedynym sposobem na jej zamknięcie jest stworzenie trzynastego ducha z ofiary miłości. Artur zdaje sobie sprawę, że musi stać się tym duchem, aby uratować swoje dzieci.
Szukając innego rozwiązania zostaje wysnuta propozycja, by maszynę wysadzić. Arthur i Dennis chronieni szkłem kontynuują poszukiwania dzieci. Dennis poświęca dając się pobić na śmierć przez Siłacza i Młota – dwa najgroźniejsze duchy. Maggie zostaje ogłuszona. Okazuje się, iż Cyrus sfingował swą śmierć, a Kalina jest z nim w zmowie. Zwabił Arthura do domu, by ten stał się trzynastym duchem, który w rzeczywistości ma aktywować maszynę. Cyrus zabija Kalinę, która sprzeciwia się narażaniu porwanych dzieci Arthura na niebezpieczeństwo.
Arthur widzi, jak cała dwunastka duchów krąży wokół mechanicznego urządzenia z obracającymi się metalowymi pierścieniami, a jego dzieci są pośrodku. Cyrus chce wymusić na Arthurze poświęcenie się, lecz Maggie zakłóca sterowanie maszyną, uwalniając duchy od jej mocy. Duchy rzucają Cyrusa w ruchome pierścienie, rozcinając go na kawałki. Arthur zachęcony przez ducha Dennisa bezpiecznie przeskakuje przez maszynę, aby ochronić swoje dzieci. Ściany domu pękają, gdy niesprawna maszyna rozrywa się, uwalniając duchy. Duch Jean mówi swej rodzinie, że ich kocha, zanim zniknie. Gdy Kriticosowie wychodzą z domu, Maggie ze złością oświadcza, że odchodzi jako ich niania.

## Obsada
- Tony Shalhoub – Arthur Kriticos
- Embeth Davidtz – Kalina Oretzia
- Matthew Lillard – Dennis Rafkin
- Shannon Elizabeth – Kathy Kriticos
- Alec Roberts – Bobby Kriticos
- Rah Digga – Maggie Bess
- F. Murray Abraham – Cyrus Kriticos
- J.R. Bourne – Ben Moss
- Matthew Harrison – Damon
- Mikhael Speidel – Billy Michaels / Syn Pierworodny
- Daniel Wesley – Jimmy „The Gambler” Gambino / Tułów
- Laura Mennell – Susan LeGrow / Spętana Kobieta
- Kathryn Anderson – Jean Kriticos / Zwiędła Kochanka
- Craig Olejnik – Royce Clayton / Rozszarpany Książę
- Shawna Loyer – Dana Newman / Wkurzona Księżniczka
- Xantha Radley – Isabella Smith / Pielgrzymka
- C. Ernst Harth – Harold Shelburne / Wielkie Dziecko
- Laurie Soper – Margaret Shelburne / Zrozpaczona Matka
- Herbert Duncanson – George Markley / Młot
- Shayne Wyler – Ryan Kuhn / Szakal
- John DeSantis – Horace „Breaker” Mahoney / Siłacz